# قائمة قادة ومسؤولي الحزب النازي

هذه قائمة قادة ومسؤولي الحزب النازي. 

## ا
- غونتر داكوين - رئيس تحرير صحيفة شوتزشتافل الرسمية، داس شوارتز كوربس ("The Black Corps")، وقائد إس إس- ستاندارت كورت إيغرز.
- لودولف فون الفينسليبن - قائد قوات الأمن الخاصة والشرطة في شبه جزيرة القرم وقائد سيلبستشوتز (الدفاع عن النفس) في Reichsgau Danzig-West Prussia.
- ماكس أمان - رئيس دار النشر النازية Eher-Verlag
- بينو فون أرنت - المسؤول عن الفن والمسارح والأفلام في الرايخ الثالث.
- هاينز أورسفالد- مفوض الحي اليهودي السكني في وارسو من أبريل 1941 إلى نوفمبر 1942.
- هانز اومييه- نائب قائد معسكر أوشفيتز
- ارتور اكسمان - رئيس المكتب الاجتماعي لقيادة شباب الرايخ. زعيم شباب هتلر من عام 1940، وحتى نهاية الحرب في عام 1945.

## ب
- إريك فون ديم باش - زيليفسكي - قائد وحدات الأمن الخاصة "Bandenkämpfverbände" المسؤولة عن القتل الجماعي لـ 35,000 مدني في ريغا وأكثر من 200,000 في بيلاروسيا وشرق بولندا.
- هربرت باك - وزير الأغذية (عين عام 1942) ووزير الزراعة (عين عام 1943).
- ريتشارد باير - قائد معسكر اعتقال أوشفيتز الأول من مايو 1944 إلى فبراير 1945.
- ألفريد بيوملر - الفيلسوف الذي قام بتفسير أعمال فريدريش نيتشه من أجل إضفاء الشرعية على النازية.
- كلاوس باربي - رئيس الغيستابو في ليون. الملقب ب «جزار ليون» لاستخدامه التعذيب على السجناء.
- جوزيف باور - ضابط إس إس وسياسي.
- جوزيف بيرشتولد - عضو حزب مبكر للغاية، والثاني رايشفوهرر- لإس إس من 1926-1927.
- جوزيف بيرغر - رئيس أركان فافن إس إس ورئيس مكتب القيادة الرئيسي في إس إس.
- ألفريد إنجمار بيرندت - مسؤول وزارة الدعاية وإس إس هوبتستثرمفهرر
- فيرنر بيست - إس إس-أوبر غروبن فوهرر والمسؤول المدني عن فرنسا والدنمارك النازية.
- هانز بيبو - رئيس إدارة حي لودو اليهودي.
- هيلموت بيشوف - إس إس-أوبيرستورمبانفهرر. ضابط الجستابو ورئيس الأمن في برنامج الأسلحة النازية في ألمانيا.
- بول بلوبل - قائد قوات الأمن الخاصة المسؤول الأول عن مذبحة بابي يار في كييف.
- فيرنر فون بلومبرج - الجنرال فيلد مارشال، وزير الدفاع 1933-1935، وزير الحرب والقائد الأعلى للقوات المسلحة 1935-1938. أجبر على الخروج في قضية بلومبرج-فريتش
- هانز فريدريش بلانك - دعاية ورئيس غرفة الأدب الرايخ بين عامي 1933 و 1935.
- إرنست بويبل - وزير الدولة للحكومة العامة في بولندا، حيث كان نائبًا لنائب المحافظ جوزيف بوهلر. متورط بعمق في «الحل النهائي»
- إرنست فيلهلم بوهلي - زعيم المنظمة الخارجية للحزب النازي الألماني من عام 1933 حتى عام 1945.
- <a href="./%D8%A3%D9%88%D8%AA%D9%88%20%D9%81%D9%88%D9%86%20%D8%A8%D9%88%D9%84%D8%B4%D9%88%D9%8A%D9%86%D8%AC" rel="mw:WikiLink">أوتو فون بولشوينج</a> - عضو فرع الشرطة الأمنية الألمانية التابع لشركة أجنبية ونائب أدولف أيخمان، دورًا رئيسيًا في تنظيم مذبحة بوخارست 1941.
- ألبرت بورمان - جروبنفيرر في فيلق السيارات الاشتراكي الوطني (NSKK) ومساعد لأدولف هتلر
- مارتن بورمان - رئيس مستشارية الحزب النازي (Parteikanzlei) والسكرتير الخاص لأدولف هتلر.

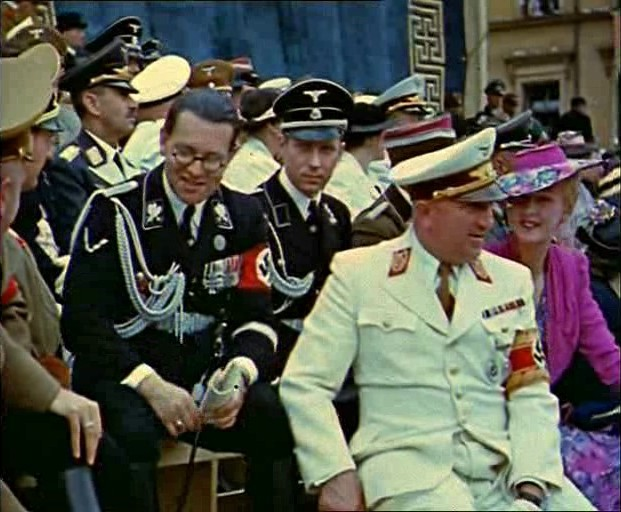
(من اليسار) فيليب بوهلر، كارل فريهر ميشيل فون توسلينج، روبرت لي مع زوجته إنجي؛ ميونيخ، يوليو 1939

- فيليب بوهلر - رئيس مستشاري الفوهرر للحزب النازي وزعيم برنامج أكتيون تي4 للقتل الرحيم.
- فيكتور براك - منظم برنامج القتل الرحيم، عملية أكتيون تي4 وأحد الرجال المسؤولين عن قتل اليهود بالغاز في معسكرات الإبادة.
- أوتو برادفيش - قائد شرطة الأمن في لودز وبوتسدام.
- كارل برانت - الطبيب الشخصي لأدولف هتلر في أغسطس 1944 وترأس إدارة برنامج القتل الرحيم النازي من عام 1939.
- فالتر فون براوخيتش - فيلد مارشال، القائد العام للجيش الألماني 1938-1941.
- فرانز بريثوبت، نائب الحزب النازي للرايخستاج بين 1933-1945.
- الويس برونر - قائد معسكر الاعتقال درانسي خارج باريس من يونيو 1943 إلى أغسطس 1944.
- والتر بوخ - محامي وقاض أعلى للحزب النازي.
- فريدريش بوكهاردت - عضو في أينزاتسغروبن الذي بدأ في تصنيف الناس على ألمانيتهم ثم تقدم إلى الإبادة الجماعية. يُنسب إلى مسؤوليته عن إرسال عشرات الآلاف إلى وفاتهم، وتجنب العدالة من خلال العمل لصالح قوات الحلفاء كمصدر استخباراتي على السوفييت.
- جوزيف بوهلر - وزير الدولة للحكومة العامة التي تسيطر عليها النازية في كراكوف خلال الحرب العالمية الثانية.
- جوزيف بوركل - سياسي وعضو بارز في شوتزشتافل من نوفمبر 1937.
- فيلهلم برجدورف - جنرال في الفيرماخت.
- انطون برغر - قائد معسكر الاعتقال تيريزينشتات بين عامي 1943 و 1944.

## سي
- فيرنر كاتيل - أستاذ علم الأعصاب والطب النفسي في جامعة لايبزيغ، يعتبر خبيرًا في برنامج القتل الرحيم للأطفال وشارك في برنامج أكتيون تي4.
- كارل كلاوبيرغ - طبيب أجرى التجارب الطبية على البشر في معسكرات الاعتقال النازية خلال الحرب العالمية الثانية.
- ليوناردو كونتي - رئيس غرفة الأطباء الرايخ (Reichsärztekammer) وزعيم رابطة الأطباء الاشتراكيين الألمان الوطنية (Nationalsozialistischer Deutscher Ärztebund أو NSDÄB).

## د
- كورت دالوج - إس إس-أوبرست-غروبن فوهرر وغنرال أوبرست الشرطة كرئيس شرطة النظام (النظام / الشرطة النظامية)؛ من عام 1942 حكم محمية بوهيميا ومورافيا كحامي بالإنابة بعد اغتيال راينهارد هيدريش.
- ريتشارد فالتر داري، وزير الغذاء والزراعة من عام 1933 حتى عام 1942.
- رودولف ديلز - سياسي ألماني. المدير الأول للغيستابو من 26 أبريل 1933 إلى 1 أبريل 1934.
- يوزاف ديتريش - إس إس-أوبرست-غروبن فوهرر في فافن إس إس؛ القائد الأصلي للايبشتاندارته أدولف هتلر؛ في وقت لاحق قائد جيش بانزر إس إس السادس.
- أوتو ديتريش - الرئيس الصحفي للنظام النازي.
- أوسكار ديلوفانا - قيادة وحدة إس إس-شتورم بريج ديلوفانا سيئ السمعة المشكل من الألمان الذين تم العفو عنهم وأدينوا بارتكاب جرائم كبرى مثل القتل والاغتصاب.
- كارل دونيتز — الأميرال الأعلى، Führer der Unterseeboote (قائد الغواصات) 1936-1943، القائد العام للبحرية (كريغسمارينه) 1943-1945، آخر رئيس لدولة ألمانيا النازية بعد انتحار هتلر.
- ريتشارد دراوز - كريسليتر لهايلبرون
- أنطون دريكسلر - سياسي؛ عضو في الحزب النازي خلال عشرينيات القرن العشرين. مؤسس وقائد حزب العمال الألماني (DAP). مسؤول عن تغيير اسم الحزب إلى حزب العمال الألماني الاشتراكي الوطني (Nationalsozialistische Deutsche Arbeiterpartei أو NSDAP) في أوائل عام 1920.

## أي
- إيرمفريد إبرل - معسكر تريبلينكا من يوليو إلى سبتمبر 1942.
- ديتريش إيكارت - عضو مبكر مهم في حزب العمال الألماني الاشتراكي الوطني؛ شارك في 1923 بير هول بوتش.
- أدولف أيخمان - إس إس-أوبرستورمبانفورر. المسؤول عن مكتب الأمن الرئيسي للرايخ (سؤوول مكتب فرعي مختص باليهود)؛ مسؤولة عن تسهيل ونقل اليهود إلى الأحياء اليهودية ومعسكرات الإبادة. هرب إلى الأرجنتين؛ خطفه عملاء الموساد عام 1960 وحوكم في إسرائيل وأعدمو في 1 يونيو 1962.
- ثيودور إيكي - إس إس-أوبر غروبن فوهرر. شخصية رائدة في إنشاء معسكرات الاعتقال في ألمانيا النازية؛ قائد لاحقًا لقسم فافن اس اس الثالث توتنكوبف.
- أغسطس إيجروبر - غاولايتر لرايخسجاو الدانوب العلوي (أعالي نهر الدانوب)؛ لاندسهاوبتمان لنمسا العليا
- هيرمان إيسر - دعاية؛ رئيس تحرير الصحيفة النازية فولكشر بيوباختر.
- ريتشارد إورنغر - كاتب اختار 18000 كتاب «غير مناسب» لا يتوافق مع الأيديولوجية النازية وتم حرقها علنًا.
- فرانز ريتر فون إيب - جنرال في الجيش الألماني.

## ف
- جوتفريد فيدر - المنظر الاقتصادي؛ زعيم الحزب النازي المبكر.
- كارل فيلر - عمدة ميونيخ من 1933 إلى 1945.
- ألبرت فورستر - سياسي حاكم رايخسجاو غدانسك بروسيا الغربية من عام 1939 إلى عام 1945.
- هانز فرانك - الحاكم العام لبولندا المحتلة؛ متورط في ارتكاب المحرقة.
- كارل هيرمان فرانك - إس إس- أوبر غروبن فوهرر والمسؤول النازي البارز في إقليم السويدت الألماني في تشيكوسلوفاكيا قبل وأثناء الحرب العالمية الثانية.
- رولاند فريسلر - وزير الدولة بوزارة العدل لأدولف هتلر؛ رئيس Volksgerichtshof | محكمة الشعب. حكم على مئات الأشخاص بالإعدام، بما في ذلك صوفي شول وفيرنر شول ومختلف الأعضاء في مؤامرة 20 يوليو؛ قُتل أثناء عودته إلى المحكمة لجمع بعض الملفات خلال غارة جوية على برلين.
- فيلهلم فريك - وزير الداخلية حتى أغسطس 1943؛ عين في وقت لاحق في منصب احتفالي حامي بوهيميا ومورافيا.
- فيرنر فون فريتش - الجنرال روبرت، القائد العام للجيش من عام 1935 إلى عام 1938. نحي على هامش قضية بلومبرغ فريتش.
- هانز فريتش - مسؤول كبير في وزارة الدعاية.
- فالتر فونك - وزير الشؤون الاقتصادية من عام 1938 حتى عام 1945.

## ج
- كارل غيبهارت - الطبيب الشخصي لهينريش هيملر؛ أحد الجناة الرئيسيين للتجارب الجراحية التي أجريت على نزلاء معسكرات الاعتقال في رافنسبروك وأوشفيتز.
- اخيم غياكر - «خبير» في الشؤون العرقية بوزارة الداخلية. ابتكر نظام «الوقاية العرقية» الذي يمنع التزاوج بين اليهود والآريين.
- كورت غيرستاين - ضابط SS؛ عضو معهد فافن إس إس للنظافة العرقية؛ شهد عمليات قتل جماعي في معسكرات الإبادة النازية؛ قدم معلومات للدبلوماسي السويدي Göran von Otter ومسؤولي الكنيسة الكاثوليكية الرومانية لإبلاغ الجمهور الدولي بمحرقة اليهود؛ في عام 1945 كتب تقرير غيرستين عن المحرقة. بعد ذلك زُعم أنه انتحر أثناء وجوده في الحجز الفرنسي.
- هربرت أوتو جيل - إس إس-أوبر غروبن فوهرر؛ حنرال في فافن إس إس. حصل على صليب الفارس بأوراق البلوط والسيوف والماس والصليب الألماني من الذهب، وأصبح عضو في فافن إس إس الأكثر ححصولا على الأوسمة والنياشين خلال الحرب العالمية الثانية.
- أوديلو جلوبوسنيك - إس إس-أوبر غروبن فوهر؛ نمساوي نازي بارز. في وقت لاحق زعيم SS في بولندا. رئيس «عملية راينهارد»؛ أحد المسؤولين عن قتل الملايين من الناس خلال المحرقة.
- ريتشارد غلوكس - ضابط SS ؛ مفتش معسكرات الاعتقال.
- (بول) جوزيف غوبلز - أحد المقربين من أدولف هتلر ومعظم أتباعه المتدينين، والمعروفين بالغيرة الخطابية ومعاداة السامية. وزير التنوير العام والدعاية طوال فترة الرايخ الثالث والحرب العالمية الثانية.
- هيرمان غورينغ - خليفة هتلر (حتى طرده من منصبه من قبل هتلر في أواخر أبريل 1945)؛ قائد لوفتفافه (القوات الجوية الألمانية). بصفته مارشال الرايخ، الضابط العسكري الأعلى رتبة في الرايخ الثالث؛ الحامل الوحيد للصليب الكبير للصليب الحديدي؛ حكمت عليه محكمة نورمبرغ بالإعدام لكنها انتحرت قبل ساعات من شنقه المقرر المخضرم في الحرب العالمية الأولى كطيار بطل مقاتل. شارك في انقلاب بير هول؛ مؤسس الغيستابو.
- آمون غوث - إس إس- هوبتستثرمفهرر. قائد معسكر الاعتقال النازي في Płaszów، الحكومة العامة، بولندا المحتلة من قبل ألمانيا.
- روبرت ريتر فون جريم - المارشال الألماني، طيار وقائد لوفتفافه الأخير خلفا لهيرمان جورينج المخلوع في الأيام الأخيرة من الحرب العالمية الثانية.
- آرثر جريزر - رئيس الإدارة المدنية؛ غاولايتر، المنطقة العسكرية في بولندا الكبرى.
- والتر غروس - رئيس مكتب السياسات العنصرية للحزب النازي (NSDAP). متورط في الحل النهائي.
- كيرت جروبر - الرئيس الأول لشباب هتلر (1926-1931).
- هانز فريدريش كارل جونتر - أكاديمي، يُدرس «النظرية العنصرية» وعلم تحسين النسل.
- فرانز غورتنر - وزير العدل المسؤول عن تنسيق فقه القضاء في الرايخ الثالث.

## اتش
- يوجين هاداموفسكي - مدير البرمجة الوطنية للإذاعة الألمانية؛ رئيس أركان مكتب الدعاية المركزية للحزب النازي (Reichspropagandaleitung) في برلين من عام 1942 إلى عام 1944.
- هاينريش هاجر كتيبة العاصفة-أوبرفورر. انتخب في الرايخستاغ 1932 حتى وفاته عام 1941. قائد لواء كتيبة العاصفة 77.
- إرنست هانفستاينجل - مؤيد لأدولف هتلر.
- كارل هانكه - محافظ (سيلير) سيليزيا السفلى من عام 1941 إلى عام 1945؛ آخر زعيم الرايخ إس إس (بعد خلع هيملر من قبل هتلر) لبضعة أيام (أواخر أبريل وأوائل مايو) في عام 1945.
- فريتز هارتجينستين - SS-Obersturmbannführer. تركيز قائد معسكر أوشفيتز-بيركيناو، ناتزويلر وفلوسنبرج.
- باول هاوسيه قائدًا ميدانيًا بارزًا.
- فرانز هيلر - وزير الدولة ووزير اقتصاد الرايخ بالإنابة خلال الجزء الأخير من الحرب العالمية الثانية.
- مارتن هايدغر - فيلسوف بارز؛ عضو في الحزب النازي الذي دعم هتلر بعد أن أصبح مستشارًا في عام 1933.
- إرهارد هايدن - عضو مؤسس في شوتزشتافل (SS)؛ رايخ فوهرر الثالث لها من عام 1927 إلى عام 1929.
- أغسطس هيسمير - عضو قيادي في SS .
- رودولف هيس (يجب عدم الخلط بينه وبين رودولف هوس) - نائب الفوهرر إلى حتى رحلته إلى اسكتلندا عشية الغزو الألماني للاتحاد السوفيتي في يونيو 1941.
- فالتر هول - دبلوماسي؛ الصديق الشخصي لهتلر.
- فيرنر هايد - طبيب نفسي؛ واحدة من المنظمين الرئيسيين لبرنامج T-4 القتل الرحيم.
- راينهارد هيدريش - SS-Obergruppenführer ؛ دير العام Polizei، رئيس مكتب الأمن الرئيسي للرايخ: بما في ذلك الغيستابو، والشرطة الأمنية الألمانية وإدارة التحقيقات الجنائية ووكالات الشرطة)؛ والقائم بأعمال حامي الرايخ في بوهيميا ومورافيا. كان هو «الرجل الأيمن» لهيملر، واعتبر المهندس الرئيسي لليلة السكاكين الطويلة والحل النهائي. تم اغتياله في براغ في عام 1942 من قبل الكوماندوز التشيك المدربين من قبل بريطانيا.
- كونستانتين هيرل - رئيس خدمات عمال الرايخ. مساعد أدولف هتلر قبل أن يأتي إلى السلطة.
- إريك هيلجينفيلدت - رئيس مكتب الحزب النازي لرعاية الشعب.
- هاينريش هيملر - زعيم الرايخ إس إس. كرئيس لقوات الأمن الخاصة، رئيس الشرطة الألمانية ثم وزير الداخلية، أحد أقوى الرجال في الرايخ الثالث.
- هانز هينكل صحفي مفوض في وزارة الرايخ للتنوير والدعاية.
- أوغست هيرت - رئيس جامعة الرايخ في ستراسبورغ؛ حرض على خطة لبناء مجموعة دراسة لعينات تشريحية بشرية متخصصة من أكثر من 100 يهودي مقتول. أدى اكتشاف الحلفاء والأوراق وأقوال مساعدي المعامل إلى التحضير لمحاكمة جرائم الحرب، وهو ما تجنبه عن طريق الانتحار.
- أدولف هتلر - سياسي؛ زعيم حزب العمال الوطني الاشتراكي الألماني، والمعروف باسم الحزب النازي. دكتاتور مطلق لألمانيا من عام 1934 إلى عام 1945، مع ألقاب المستشار من عام 1933 إلى عام 1945 ورئيس الدولة (Führer und Reichskanzler) من عام 1934 إلى عام 1945.
- Hermann Höfle - نائب أوديلو جلوبوسنيك في برنامج عملية رينهارد. لعب دورًا رئيسيًا في مذبحة «مهرجان الحصاد» للسجناء اليهود من مختلف معسكرات العمل في منطقة لوبلان في بولندا المحتلة من قبل النازيين في أوائل نوفمبر 1943.
- Rudolf Höß ؛ قائد معسكر اعتقال أوشفيتز.
- فرانز هوفر -
- Adolf Hühnlein - قائد الفيلق الاشتراكي الوطني (NSKK)، من عام 1934 حتى وفاته في عام 1942.
- كارل هولز-
- فرانز جوزيف هوبر - مفتش سابق في قسم الشرطة السياسية في ميونيخ مع هاينريش مولر؛ في عام 1938 عين رئيسًا لشرطة الدولة (سيبو) وغيستابو لفيينا ومناطق «الدانوب السفلي» و«الدانوب العلوي» في النمسا.

## م
- إميل موريس - الصديق الشخصي لهتلر، الرئيس الأول لكتيبة العاصفة وأحد الأعضاء المؤسسين لـSS.
- أوتو ميسنر - رئيس المستشارية الرئاسية بقيادة هتلر (وإيبرت وهيندنبورغ، آخر مستشاري فايمار قبله).
- جوزيف منغيل - إس إس-هوبتستثرمفهرر؛ طبيب في محتشد اعتقال أوشفيتز بيركيناو.
- ويلي مسرشميت - مهندس طيران؛ رئيس مسرشميت (BFW، لاحقًا مسرشميت إيه جي)؛ مصمم للعديد من الطائرات الشهيرة بما في ذلك مسرشميت بي اف 109.
- ألفريد ماير - نائب وزير الرايخ في وزارة الرايخ للأراضي الشرقية المحتلة
- كورت ماير - إس إس-بريغيجاديه فوهرر؛ اللواء الرائد دير فافن- إس إس؛ قاد كتيبة استطلاع إس إس الأولى (LSSAH)؛ أمر في وقت لاحق فرقة بانز إس إس 12 هتلريوجند.
- كارل فراهير ميشيل فون توسلينج - إس إس-شتورم فوهرر في مستشارية هتلر؛ مساعد فيليب بوهلر؛ ضابط أركان، رايخ فوهرر إس إس ومكتب إس إس الرئيسي.
- إرهارد ميلش – جنرال فيلدمارشال؛ المفتش العام للوفتفافه، المسؤول عن إنتاج الطائرات.
- ليوبولد فون ميلدنشتاين - خبير مؤيد للصهيونية في مقر الشرطة الأمنية الألمانية (SD) تحت راينهارد هيدريش حتى عام 1936، عندما فشلت الهجرة الجماعية المخطط لها لليهود إلى فلسطين. أقنع أدولف أيخمان بالانتقال إلى قسم إس إس الذي يتعامل مع «الشؤون اليهودية».
- فيلهلم موهنكي - إس إس- بريغيجاديه فوهرر؛ اللواء الرائد دير فافن- إس إس؛ واحد من 120 عضوًا أصليًا من حرس أركان القوات الخاصة (برلين) تم تشكيله في مارس 1933 ؛ قاد فيما بعد لايبشتاندارته أدولف هتلر (LSSAH)؛ عينه هتلر في أبريل 1945 كقائد لمنطقة حكومة برلين، الملقب بـ Die Zitadelle (القلعة)، بما في ذلك مستشارية الرايخ وقبو الفوهرر ومبنى الرايخستاغ.
- روبرت مور - اختصاصي استجواب في الغيستابو؛ ترأس لجنة خاصة مسؤولة عن تفتيش واعتقال وايت روز، جزء من المقاومة الألمانية المناهضة للنازية.
- هيرمان موهس - الوزير المسؤول عن الشؤون الكنسية والشؤون الدينية.
- روبرت مولكا - إس إس-اوبرستورموهر، مساعد (القائد الثاني) لمعسكر أوشفيتز بيركينو.
- هاينريش مولر - إس إس-جروبنفهر؛ جينيرال لوتنانت دير بولزي؛ ترأس غيستابو (شرطة الدولة السرية) تحت راينهارد راينهارد هايدريش مثل سيبو ورئيس رشا في وقت لاحق.
- يوجين موندر - منظم الحفلات المبكرة في شتوتغارت؛ غاولايتر فورتمبيرغ من عام 1925 إلى عام 1928.
- ويلهلم مر - غاولايتر فورتمبيرغ؛ إس إس-أوبر غروبن فوهرر؛ مفوض الدفاع عن الرايخ، منطقة الدفاع في.

## ن
- ألفريد نوجوكس - إس إس-قائد وحدة الاعتداء؛ قاد الهجوم على محطة راديو قلايفتز بدء الحرب العالمية الثانية في 9/1/39.
- آرثر نيبي - إس إسجروبنفهر. Generalleutnant der Polizei؛ مفوض شرطة برلين في العشرينات؛ عضو مبكر في كل من كتيبة العاصفة (SA) وقوات الأمن الخاصة (SS)؛ رئيس الإنتربول من يونيو 1942 إلى 194؛ عين رئيس إدارة التحقيقات الجنائية (شرطة الجنائية) أو كريبو. أُعدم في عام 1945 بزعم تورطه في مؤامرة 20 يوليو.
- كونستانتين فون نيورات - وزير الخارجية ألمانيا (1932-1938)؛ Reichsprotektor (حاكم) محمية بوهيميا ومورافيا (1939-1941).
- هانز نيلاند - عمدة دريسدن من 1940 إلى 1945.

## اوه
- هيرتا أوبرهاوزر - طبيب معسكر الاعتقال Ravensbrück من عام 1940 إلى عام 1943 ؛ المدعى عليه الوحيد في محاكمة نورمبرغ الطبية.
- أوتو أولندورف- رئيس فرع محلي لشرطة الأمنية الألمانية، قسم مكتب الأمن الرئيسي للرايخ المسؤول عن المخابرات والأمن داخل ألمانيا النازية.

## بيه
- ارتور فلبس - SS أوبر غروبن فوهرر. رأى العمل مع 5. SS-Panzergrenadier-Division Wiking ؛ أمر في وقت لاحق 7. SS-Freiwilligen-Gebirgs-Division Prinz Eugen و V SS Mountain Corps ؛ قتل في سبتمبر 1944.
- بول بليجر - مستشار الدولة؛ مدير عام الشركة.
- أوزوالد بول - SS Obergruppenführer ؛ منظم ومعسكر اعتقال.
- فرانز بيفر فون سالومون - SA المرشد الأعلى من إعادة تأسيسها في عام 1925 حتى تمت إزالته في عام 1930 عندما تولى هتلر اللقب شخصيًا.
- إريك بريبك - شارك في مذبحة الأرديتين في روما في 24 مارس 1944.
- هانز أدولف بروتزمان - قائد قوات الأمن الخاصة وقائد الشرطة؛ SS Obergruppenführer.

## ت
- جوزيف تربوفين - الرايخسوميسار لنرويج المحتلة من عام 1940 إلى عام 1945
- أوتو جورج تيراك - فقيه ووزير العدل الرايخ من عام 1942 إلى عام 1945
- فريتز تودت - مهندس مدني، مدير المكتب الرئيسي للهندسة، المفوض العام لتنظيم صناعة البناء، ومؤسس ورئيس منظمة تودت. توفي في حادث تحطم طائرة في فبراير 1942. كان (بعد وفاته) أول متلقي للنظام الألماني.
- هانز فون تشاممر أوند أوستن - مفوض الجيم والرياضة في الرايخ من عام 1933 إلى عام 1943.

## ض
- أدولف تسيغلر - الرسام المفضل لهتلر، المكلف بتدمير الفن المنحط (الفن المنحل).
- فرانز زيريس - قائد معسكر اعتقال ماوتهاوزن